# Elvis Schläpfer
Elvis Schläpfer (* 13. März 2001 in Sissach) ist ein Schweizer Eishockeyspieler, der seit Juli 2025 beim HC Ajoie aus der Schweizer National League unter Vertrag steht und dort auf der Position des Centers spielt. Zuvor war Schläpfer insgesamt fünfeinhalb Spielzeiten beim EHC Biel sowie ein Jahr für den SC Bern aktiv. Sein Vater Kevin Schläpfer war ebenfalls professioneller Eishockeyspieler.

## Karriere
Elvis Schläpfer erlernte das Eishockeyspielen beim EHC Zunzgen Sissach, ehe er im Sommer 2016 via EHC Basel in die Juniorenabteilung des EHC Biel wechselte. Mit den U17-Junioren des Klubs gewann der Stürmer im Frühjahr 2018 die nationale Meisterschaft. In der Saison 2019/20 bestritt er seine ersten Profispiele für den EHC Biel in der National League. In der Folge kam er auf Leihbasis auch immer wieder beim SC Langenthal – und später den HCV Martigny – in der Swiss League zu Einsätzen. Mit den Bielern wurde Schläpfer im Jahr 2023 Vizemeister.
Im Dezember 2024 wurde der Stürmer nach insgesamt acht Jahren in Biel im Tausch für Yanick Sablatnig an den Ligakonkurrenten SC Bern abgegeben. Beim SCB beendete Schläpfer die Spielzeit, ehe er in der Sommerpause zum Ligarivalen HC Ajoie wechselte.

### International
Schläpfer durchlief sämtliche Schweizer Junioren-Nationalmannschaften und nahm zweimal an einer Junioren-Weltmeisterschaft teil, an der Eishockey-Weltmeisterschaft der U18-Junioren 2019, wo er als Topscorer des Schweizer Teams brillierte, sowie an der Eishockey-Weltmeisterschaft der U20-Junioren 2021.

## Erfolge und Auszeichnungen
- 2018 Schweizer U17-Juniorenmeister mit dem EHC Biel
- 2020 Baselbieter Sportpreis
- 2023 Schweizer Vizemeister mit dem EHC Biel

## Karrierestatistik
Stand: Ende der Saison 2024/25

### International
Vertrat die Schweiz bei:
- Hlinka Gretzky Cup 2018
- U18-Junioren-Weltmeisterschaft 2019
- U20-Junioren-Weltmeisterschaft 2021

(Legende zur Spielerstatistik: Sp oder GP = absolvierte Spiele; T oder G = erzielte Tore; V oder A = erzielte Assists; Pkt oder Pts = erzielte Scorerpunkte; SM oder PIM = erhaltene Strafminuten; +/− = Plus/Minus-Bilanz; PP = erzielte Überzahltore; SH = erzielte Unterzahltore; GW = erzielte Siegtore; 1 Play-downs/Relegation; Kursiv: Statistik nicht vollständig)